# Шелл-Рок (тауншип, Миннесота)
Шелл-Рок (англ. Shell Rock) — тауншип в округе Фриборн, Миннесота, США. На 2000 год его население составило 430 человек.

## География
По данным Бюро переписи населения США площадь тауншипа составляет 87,3 км², из которых 87,3 км² занимает суша, a вода составляет 0,03 %.

## Демография
По данным переписи населения 2000 года здесь находились 430 человек, 183 домохозяйства и 127 семей.  Плотность населения —  4,9 чел./км².  На территории тауншипа расположена 201 постройка со средней плотностью 2,3 построек на один квадратный километр. Расовый состав населения: 99,07 % белых, 0,23 % азиатов, 0,47 % — других рас США и 0,23 % приходится на две или более других рас. Испанцы или латиноамериканцы любой расы составляли 2,09 % от популяции тауншипа.
Из 183 домохозяйств в 30,1 % воспитывались дети до 18 лет, в 60,7 % проживали супружеские пары, в 3,3 % проживали незамужние женщины и в 30,6 % домохозяйств проживали несемейные люди. 26,8 % домохозяйств состояли из одного человека, при том 13,7 % из — одиноких пожилых людей старше 65 лет. Средний размер домохозяйства — 2,35, а семьи — 2,87 человека.
21,6 % населения — младше 18 лет, 7,0 % — в возрасте от 18 до 24 лет, 24,0 % — от 25 до 44, 30,9 % — от 45 до 64, и 16,5 % — старше 65 лет. Средний возраст — 44 года. На каждые 100 женщин приходилось 121,6 мужчин.  На каждые 100 женщин старше 18 приходилось 118,8 мужчин.
Средний годовой доход домохозяйства составлял 39 219 долларов, а средний годовой доход семьи —  42 321 доллар. Средний доход мужчин —  27 125  долларов, в то время как у женщин — 24 464. Доход на душу населения составил 18 867 долларов. За чертой бедности находились 4,9 % семей и 5,5 % всего населения тауншипа, из которых 5,7 % младше 18 и 3,2 % старше 65 лет.